# Diocus sadoensis
Diocus sadoensis is een eenoogkreeftjessoort uit de familie van de Chondracanthidae. De wetenschappelijke naam van de soort is voor het eerst geldig gepubliceerd in 1960 door Sueo M. Shiino.